# Skopski akvadukt
Skopski akvadukt  je arheološko nalazište 2 km sjeverozapadno od Skopja kod sela Vizbegovo blizu nalazišta Scupi u Makedoniji. Skopski akvadukt je jedini u Makedoniji, i jedan od tri takva objekta iz bivše Jugoslavije ( Dioklecijanov akvadukt kod Splita i Akvadukt u Baru).
Pitanje kad je izgrađen Skopski akvadukt i danas je nerašćišćeno. Postoje tri teorije: 
- za vladavine Rima, po toj teoriji vodio je vodu do legionarskog naselja Scupia
- za vladavine Bizanta i to za vladavine cara Justinijana, po ovoj teoriji dopremao je vodu za novo naselje Justiniana Prima
- za Otomanskog carstva, po ovoj teoriji izgrađen je u XVI st. za potrebe velikog broja turskih javnih kupališta (hamama).[1]

Ova impresivna građevina od kamena i cigle od koje je danas ostalo oko 400 metara s 55 lukova, dovodila je čistu planinsku izvorsku vodu iz Skopske Crne gore do grada. Ovaj akvadukt bio je u upotrebi do XVIII st. 